# Jean Graton
Pour les articles homonymes, voir Graton.
Jean Graton, né le 10 août 1923 à Nantes en France et mort le 21 janvier 2021 à Bruxelles en Belgique, est un scénariste et dessinateur de bande dessinée français, emblématique de la bande dessinée franco-belge. 
Il crée la bande dessinée Michel Vaillant dans le Journal de Tintin en 1957. La série, qui compte plus de 80 albums, est à l'origine de la vocation de pilotes de course et a inspiré deux séries télévisées (dont une animée) et un film de cinéma.

## Biographie
Jean Graton naît le 10 août 1923 à Nantes. Fils unique, son père est commissaire au Club motocycliste nantais et organisateur de courses régionales. À 11 ans, Jean Graton perd sa mère. Son père l’élève désormais seul : il l’emmène assister, à l’âge de 14 ans, à ses premières 24 Heures du Mans. Mais la guerre éclate et le père de Jean Graton est fait prisonnier par les Allemands. À 16 ans, le jeune homme est contraint de se débrouiller seul, il entre au chantier naval où il passe un certificat d’aptitude professionnelle d'ajusteur. Il déclare plus tard au sujet de cet épisode éprouvant de sa vie :

« Le fait de travailler en usine, sous les ordres d'un c…, dans une espèce de kibboutz, d'être obligé de faire tout ce qu'on déteste, de se faire engueuler, tout cela m'a donné un objectif : dans la vie, je ferai ce dont j'ai envie, quitte à prendre des risques. »

### Débuts
Jean Graton a un goût certain pour le dessin. Après une tentative calamiteuse de vendre des souvenirs bretons sur bois, en pyrogravure, il comprend que vivre de son dessin n'est possible, à cette époque, que dans la presse ou la publicité. Aucune marché à Nantes pour cela ; il lui faut viser Paris ou Bruxelles. Ce sera la capitale belge, car y réside déjà sa tante Alice qui lui offrira le gîte et le couvert. Jean Graton quitte donc sa terre natale en 1947 et débarque à Bruxelles
. Il commence par réaliser des dessins publicitaires avant d’être engagé en 1949 au journal Les Sports. Deux ans plus tard, croyant pousser la porte d'une agence de publicité, il se présente — un vendredi 13 ! — à l’agence World’s Press qui, en réalité, fournit des histoires complètes au journal Spirou et emploie des auteurs aussi prestigieux que Jean-Michel Charlier et Victor Hubinon (les créateurs de Buck Danny). Jean-Michel Charlier regarde les dessins que lui tend le jeune Nantais et lui propose d'essayer la bande dessinée. Jean Graton est tombé à bonne école, celle où l'on apprend que rien ne se réalise sans un travail acharné.
Pendant un an, il illustre des Histoires de l’Oncle Paul, récits complets en quatre pages à vocation éducative et documentaire : c’est ainsi qu’il apprend le métier d’auteur de bandes dessinées. Il a alors pour ambition de créer ses propres héros et d’écrire lui-même ses scénarios. C’est la raison pour laquelle il propose ses services au journal Tintin, toujours pour réaliser des récits en quatre pages mais dont, cette fois, il est le scénariste : des histoires dont les thèmes sont très souvent sportifs. En juin 1953, il signe enfin une histoire de fiction, La Première Ronde, qui a pour cadre le Grand Prix de Belgique de Formule 1 à Spa-Francorchamps. André Fernez, le rédacteur en chef de Tintin, lui suggère alors d’imaginer un héros pilote de course.

### Naissance de Michel Vaillant
Jean Graton doit d’abord trouver le nom de son personnage. Celui-ci sera courageux : le patronyme « Vaillant » est parfait. En face de chez Jean Graton habite un passionné de trial dont les deux fils pilotent les motos. Le plus jeune des deux fils se prénomme Michel. L’identité du héros sera Michel Vaillant. S’inspirant toujours de ses voisins, Jean Graton dote Michel Vaillant d’un père et d’un frère, mais remplace les motos par des voitures. À partir de 1957, quelques histoires en quatre pages consacrées à Michel Vaillant testent l’accueil du public. Celui-ci est enthousiaste : les jeunes lecteurs de Tintin adoptent le héros de Jean Graton et le feu vert est donné pour la réalisation de la première aventure à suivre de Michel Vaillant. C'est le grand départ.

### Premiers tours de pistes
Le premier long récit de la série, Le Grand Défi, paraît en 1959. Tout au long des décennies suivantes et des soixante-dix tomes de sa saga automobile, Jean Graton crée un univers formidablement riche et cohérent. Il imagine toute une galerie de personnages : le « clan » Vaillant, le pilote américain Steve Warson, adversaire numéro un des Vaillant, le Leader, et sa fille Ruth, les « méchants » Bob Cramer et Hawkins… et emmène ses lecteurs sur les circuits d'Europe et d'Amérique : Sebring, Le Mans, Indianapolis, Monaco… Des circuits représentés avec d’autant plus de réalisme et de minutie que le dessinateur s’y rend en personne. Jean Graton devient l’ami de nombreux pilotes, comme Jacky Ickx. Certains, tels Alain Prost, avoueront devoir leur vocation à la lecture de Michel Vaillant.

### Le Studio Graton
En 1962, Jean Graton engage un jeune assistant, Christian Denayer, qui y apprendra le métier. « Je faisais les décors, les voitures et les couleurs », dira celui-ci. Après ce que Jean Graton considéra comme une trahison (Christian Denayer quitta Jean Graton pour créer, à la demande des Éditions du Lombard, une série concurrente à Michel Vaillant), ce seront désormais Daniel Bouchez et Christian Lippens qui assisteront l'auteur pour les voitures et les décors. Au fil des décennies, Jean Graton et ses collaborateurs formeront ce qu'on appellera (sans que cela soit une appellation officielle) le "Studio Graton" qui comptera parmi ses membres successifs Juan Castilla, Claude Viseur dit Clovis, Jean-Luc Delvaux, Guillaume Lopez, Nedzad Kamenica, Christian Papazoglakis, Robert Paquet, Frédéric Pauwels.
En 1966, en parallèle de Michel Vaillant, Jean Graton lance une nouvelle série, Les Labourdet. Écrite par l’épouse du dessinateur, Francine Graton, et publiée dans l'hebdomadaire Chez Nous, cette saga familiale connaîtra neuf épisodes de quarante-quatre pages chacun.
En 1976, Jean Graton crée une nouvelle héroïne : Julie Wood, blonde championne de moto. Après huit tomes (parus en albums chez Dargaud, puis aux éditions Fleurus), dessiné avec l'aide d'un collaborateur californien Scott Wood, la série s'arrêtera et le personnage de Julie Wood rejoindra la série Michel Vaillant dans l'épisode Paris-Dakar.
En 1982, Jean Graton se lance dans un nouveau défi : la création, avec son fils Philippe, de sa propre maison d’édition. Les exploits de Michel Vaillant seront désormais publiés sous le label familial Graton éditeur. En 1994, Philippe écrit pour son père le scénario de La Piste de jade. L’essai est concluant : Philippe Graton devient le scénariste de la série Michel Vaillant, lui donnant un nouveau souffle, et lance parallèlement les Dossiers Michel Vaillant.

### Retraite
En 2004, Jean Graton décide de s’accorder une retraite et arrête de dessiner, laissant crayons et plumes au Studio Graton qui se charge désormais de la totalité du travail graphique. La même année, il reçoit, pour l'ensemble de sa carrière, le Grand Prix Saint-Michel, principal prix de bande dessinée belge. En 2011, son épouse Francine meurt.
Depuis sa retraite bruxelloise, Jean Graton observe la création d'une nouvelle saison de Michel Vaillant sur l'impulsion de son fils Philippe et les éditions Dupuis. Signé Philippe Graton et Denis Lapière pour le scénario, Benjamin Benéteau et Marc Bourgne pour le dessin, le premier tome du nouveau Michel Vaillant, intitulé Au nom du fils, sort en novembre 2012.
Le 18 juin 2017, une Vaillante Rebellion (Piquet-Heinemer-Beche) se classe troisième des 24 Heures du Mans et son pilote monte sur le podium. Mais elle est disqualifiée à la suite d'un trou dans la coque, interdit par le règlement[réf. souhaitée].
La Vaillante numéro 31 pilotée par Julien Canal, Nicolas Prost, Bruno Senna et Filipe Albuquerque remporte le championnat du monde d'endurance 2017 de sa catégorie en terminant quatre fois en première position et quatre fois sur le podium sur les neuf courses du championnat.
Jean Graton meurt à Bruxelles le 21 janvier 2021 à l'âge de 97 ans.

## Décorations
- Commandeur de l'ordre des Arts et des Lettres au titre de « dessinateur » (2003)[6]
- Chevalier de l'ordre de Léopold (2005)[7]

## Œuvres

### Bandes dessinées
- Série Michel Vaillant (à partir de 1957, 70 tomes publiés par Dupuis / intégrale publiée par Le Lombard)
- Série Julie Wood (1976-1980, 8 tomes publiés par Dargaud puis Fleurus)
- Série Les Labourdet (1966-1972, 3 tomes publiés par Dargaud, 9 tomes publiés par Graton éditeur)
- Série Michel Vaillant présente Palmarès inédit (plusieurs volumes de récits complets dont :
  - L'inconnu du Tour de France, 12 histoires cyclistes de Jean Graton parues dans le journal Tintin entre 1954 et 1964, Graton éditeur, 2003)

## Adaptations

### Cinéma
- 2003 :  Michel Vaillant, de Louis-Pascal Couvelaire. Scénario de Luc Besson. Avec Sagamore Stévenin dans le rôle de Michel Vaillant.

### Séries télévisées
- 1967 : Les aventures de Michel Vaillant, 13 épisodes, avec le pilote Henri Grandsire dans le rôle de Michel Vaillant[8].
- 1990 : Michel Vaillant, série d'animation franco-américaine, 15 épisodes[9].

## Documentaires
- 2004 : Michel Vaillant : Making the music, de Jules Pochy. Making-of de la bande originale du film Michel Vaillant composée par le groupe britannique Archive[10].
- 2018 : Michel Vaillant, le rêve du Mans, de Frédéric de Brabant. Le film « raconte l’incarnation d’un rêve. Le rêve d’un enfant venu à moto derrière son père assister aux 24 Heures du Mans l’année de ses 13 ans[11] » (Allociné). Avec le pilote Nicolas Prost et Philippe Graton, le fils de Jean Graton.